# Membranpump

Principskiss

När membranet (svart) lyfts sugs vätska in i kammaren genom tilloppsröret, när det sänks trycks vätska ut genom det andra röret.

Membranpumpen, även kallad diafragmapump (eng: diaphraghm pump) förflyttar vätska genom att en kolv med ett flexibelt membran verkar på det medium som ska pumpas. För att pumpen ska fungera krävs backventiler i både in- och utlopp. Vanligt är fjäderbelastade kulventiler men även andra typer av backventiler förekommer.
Genom sin konstruktion är membranpumpen tätningsfri i det att den saknar genomgång för rörliga delar (till exempel axlar) till pumphuset. Detta gör den användbar till pumpning av i stort sett alla typer av vätskor. Den hanterar flyktiga vätskor, till exempel bränslen, lika väl som trögflytande medier, som lim eller färg. 
Membranpumpen klarar även att pumpa vätskor med slitande partiklar och finns i utföranden för Atex, livsmedel och kemiska applikationer.
En membranpump har mycket god självsugningsförmåga och klarar, beroende på typ och storlek att evakuera luft ur tilloppsledningar och suga upp vätska från höjder på upp till 8 meter.
Membranpumpar kan drivas mekaniskt, elektriskt, hydrauliskt, eller med tryckluft. De tryckluftsdrivna pumparna är mycket enkla att använda då man enkelt reglerar pumpens kapacitet med hjälp av luftflödet till pumpen.